# Lei Sarbanes-Oxley

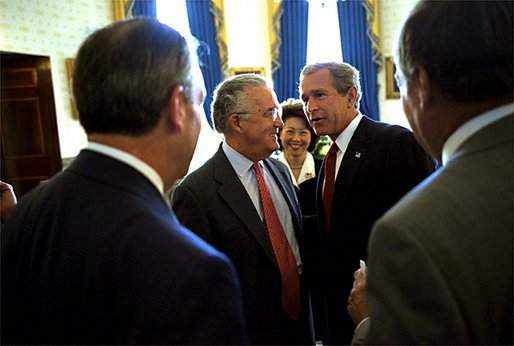
Senador Paul Sarbanes se encontra com o presidente George W. Bush durante a cerimônia da assinatura da lei, em 30 de julho de 2002. Ao fundo, a secretária Elaine Chao

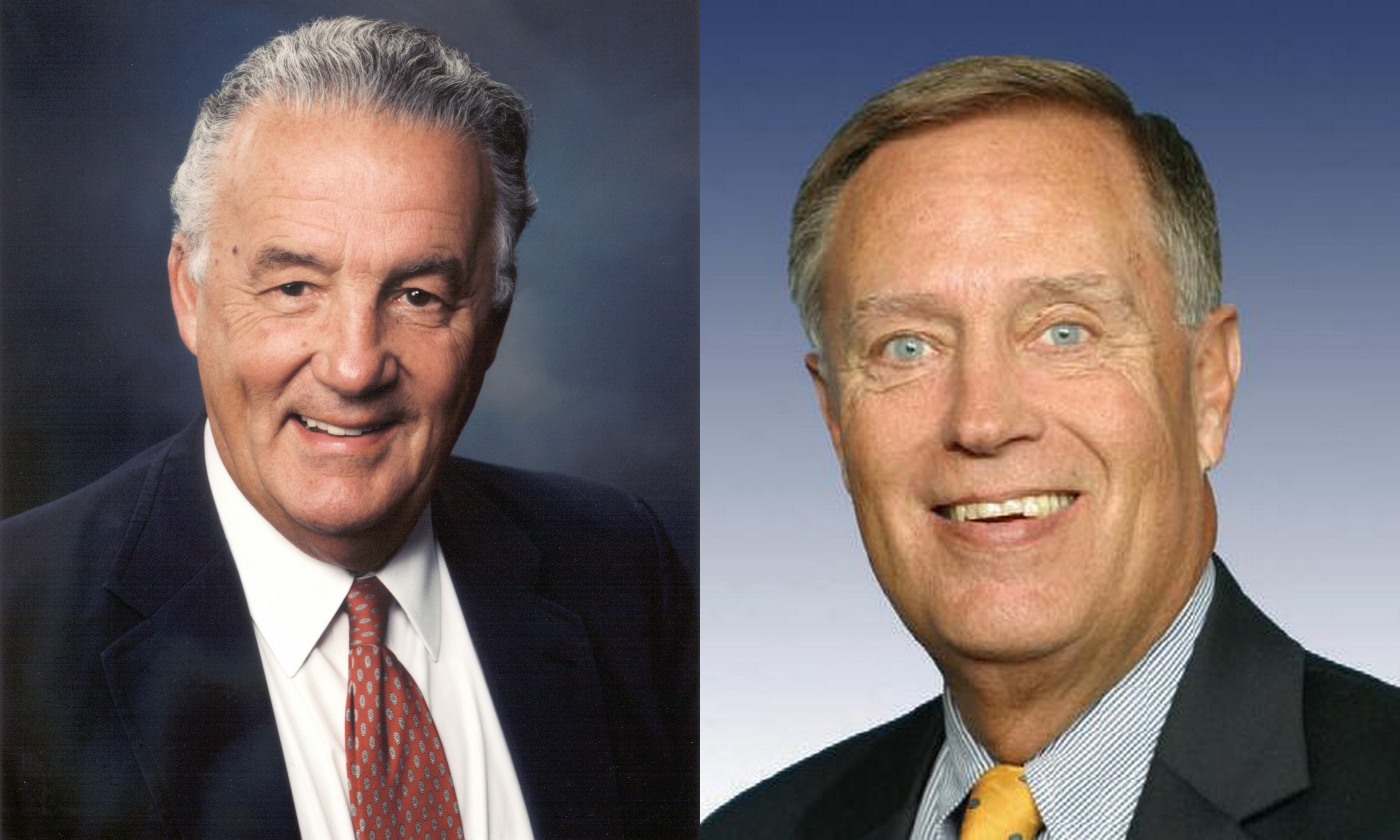
Senadores Paul Sarbanes e Michael Oxley

A lei Sarbanes-Oxley (Sarbanes-Oxley Act, em inglês) é uma lei federal dos Estados Unidos, proposta conjuntamente pelo senador Paul Sarbanes (Democrata de Maryland) e pelo deputado Michael Oxley (Republicano de Ohio) e ratificada pelo presidente George W. Bush em 30 de julho de 2002.
A lei, apelidada de Sarbox ou ainda de SOX, visa garantir a criação de mecanismos de auditoria e segurança confiáveis nas empresas, incluindo ainda regras para a criação de comitês  encarregados de supervisionar suas atividades e operações, de modo a mitigar riscos aos negócios, evitar a ocorrência de fraudes ou assegurar que haja meios de identificá-las quando ocorrem, garantindo a transparência na gestão das empresas.
Motivada por escândalos financeiros corporativos (dentre eles o da Enron, que acabou por afetar drasticamente a empresa de auditoria Arthur Andersen), essa lei foi redigida com o objetivo de evitar o esvaziamento dos investimentos financeiros e a fuga dos investidores causada pela aparente insegurança a respeito da governança adequada das empresas.

## Efeito
Atualmente grandes empresas com operações financeiras no exterior seguem a lei Sarbanes-Oxley. A lei também afeta dezenas de empresas brasileiras que mantém ADRs (American Depositary Receipts) negociadas na NYSE, como a Petrobras, Ambev, GOL Linhas Aéreas.

## Requisitos da lei
1. Controlar a criação, edição e versionamento dos documentos em um ambiente de acordo com os padrões ISO, para controle de todos os documentos relativos à seção 404;
2. Cadastrar os riscos associados aos processos de negócios e armazenar os desenhos de processo;
3. Utilizar ferramentas como editor de texto e planilha eletrônica para criação e alteração dos documentos da seção 404;
4. Publicar em múltiplos websites os conteúdos da seção 404;
5. Gerenciar todos os documentos controlando seus períodos de retenção e distribuição;
6. Digitalizar e armazenar todos os documentos que estejam em papel, ligados à seção 404.

### Seção 404
A seção 404 determina uma avaliação anual dos controles e procedimentos internos para emissão de relatórios financeiros. Além disso, o auditor independente da companhia deve emitir um relatório distinto, que ateste a asserção da administração sobre a eficácia dos controles internos e dos procedimentos executados para a emissão dos relatórios financeiros.